# 国际关系高等学院
国际关系高等学院（法語：Institut universitaire de hautes études internationales, IUHEI）是一所专门研究国际关系领域的教育机构，位于瑞士日内瓦，存在于1927年至2008年。
国际关系高等学院创立于1927年，是欧洲大陆最古老的国际关系学院，也是第一所专门致力于国际事务研究的大学，还创建了最早的国际关系学博士课程，教授四个学科：政治学、国际历史和政治、国际法和经济学。2008年，该校与发展研究高等学院合并成为国际关系与发展高等学院。